# Towste (rejon krzemieńczucki)
Towste (ukr. Товсте) – wieś na Ukrainie, w obwodzie połtawskim, w rejonie krzemieńczuckim, w hromadzie Semeniwka. W 2001 liczyła 296 mieszkańców.